# Diplodiscus scortechinii
Diplodiscus scortechinii é uma espécie de angiospérmica da família Tiliaceae.
Pode ser encontrada nos seguintes países:  Brunei e Malásia.